# Lompnas
Lompnas är en kommun i departementet Ain i regionen Auvergne-Rhône-Alpes i östra Frankrike. Kommunen ligger  i kantonen Lhuis som ligger i arrondissementet Belley. Kommunens areal är 12,69 km². År 2022 hade Lompnas 162 invånare.

## Befolkningsutveckling
Antalet invånare i kommunen Lompnas
Referens: INSEE